# Nomen oblitum
Ein nomen oblitum (Plural: nomina oblita, deutsch vergessener Name, englisch forgotten name) ist ein Terminus technicus der zoologischen Nomenklatur für eine spezielle Art nicht mehr gebräuchlicher wissenschaftlicher Namen.
In seiner gegenwärtigen Bedeutung wird ein nomen oblitum seit der 4. Auflage (1999) des International Code of Zoological Nomenclature benutzt. Nach dem 1. Januar 2000 kann ein wissenschaftlicher Name formell zum nomen oblitum erklärt werden, wenn sich gezeigt hat, dass er seit 1899 durch die wissenschaftliche Gemeinschaft nicht als gültiger Name benutzt wurde, und wenn es sich entweder um ein älteres Synonym (d. h., es gibt mehr als einen aktuellen Namen, der auf dasselbe Taxon referenziert und in allgemeinem Gebrauch ist) oder Homonym (d. h. ein gleich geschriebener Name, aber z. B. von einem anderen Autoren, der in allgemeinem Gebrauch ist) handelt, und wenn das bevorzugte jüngere Synonym oder Homonym als seit mindestens 50 Jahren als in den Publikationen weit verbreitet angesehen werden kann. Sobald ein Name einmal formell zu einem nomen oblitum erklärt wurde, ist er als 'vergessen' zu betrachten. Im selben Vorgang muss der nächste, den Regeln entsprechend verfügbare Name zu einem nomen protectum erklärt werden; von diesem Zeitpunkt an genießt er den Vorrang.
Ein Beispiel ist der Fall des wissenschaftlichen Namens für den Leopardenhai. Neben dem Namen Mustelus felis, der als älteres Synonym angesehen wird, führte ein Fehler in der Aufzeichnung der Daten zur Publikation zum weit verbreiteten Gebrauch von Triakis semifasciata als wissenschaftlichem Namen des Leopardenhais. Nachdem dieser Fehler lange Bestand hatte und entdeckt wurde, wurde T. semifasciata (als nomen protectum) zum gültigen Namen und Mustelis felis wurde (als nomen oblitum) für ungültig erklärt.

## Gebrauch in der Taxonomie
Die Zuweisung eines nomen oblitum wurde relativ häufig genutzt, um die Priorität alter, manchmal ungebräuchlicher Namen zu erhalten, und – was umstritten ist – oft ohne eine Begründung, dass ein Name die aktuellen Kriterien für eine Zuweisung erfüllt. Einige Taxonomen haben den Fehler als Möglichkeit betrachtet, die Zuweisung eines nomen oblitum dazu zu nutzen, taxonomische Forschungen anzustellen oder einen bevorzugten Namen ungeachtet des Prioritätsprinzips zu erhalten. Als die Taxonomie der nordamerikanischen Vögel diskutiert wurde, stellte Rea (1983) fest, dass
„… Swainson's [older but disused] name must stand unless it can be demonstrated conclusively to be a nomen oblitum (a game some taxonomists play to avoid their supposed fundamental principle, priority).“
„… Swainson's [älterer, aber ungebräuchlicher] Name Bestand haben muss, es sei denn, es kann schlüssig gezeigt werden, dass es sich um ein nomen oblitum handelt. (Ein Spiel, das Taxonomen spielen, um ihr fundamentales Glaubensprinzip, die Priorität, zu vermeiden.)“
Banks und Browning (1995) reagierten unmittelbar auf Reas strikte Anwendung der ICZN-Regeln, um nomina oblita zu ermitteln und stellten fest:
„We believe that the fundamental obligation of taxonomists is to promote stability, and that the principle of priority is but one way in which this can be effected. We see no stability in resurrecting a name of uncertain basis that has been used in several different ways to replace a name that has been used uniformly for most of a century.“
„Wir glauben, dass die fundamentale Pflicht von Taxonomen darin besteht, Stabilität zu fördern, und dass das Prioritätsprinzip nur eine Möglichkeit ist, dies zu erreichen. Wir können keine Stabilität erkennen, einen Namen mit unsicherer Basis, der in unterschiedlicher Art und Weise gebraucht wurde, wiederzubeleben, um einen Namen zu ersetzen, der fast im gesamten Jahrhundert einheitlich benutzt wurde.“